# Alexander Romanowitsch Galljamow
Alexander Romanowitsch Galljamow (russisch Александр Романович Галлямов; englisch Aleksandr Galliamov; * 28. August 1999 in Beresniki) ist ein russischer Paarläufer. Zusammen mit Anastassija Mischina wurde er im Jahr 2021 Weltmeister.

## Karriere
Galljamow trat in Wettbewerben zunächst zusammen mit Nika Ossipowa an. Bei den Russischen Meisterschaften belegten sie im Jahr 2017 den neunten Platz. Ab Ende Februar 2017 läuft Galljamow im Paarlauf zusammen mit Anastassija Mischina.
In der Saison 2017/18 gewannen Galljamow und Mischina beim Golden Spin of Zagreb die Goldmedaille bei den Junioren. Bei ihrer ersten Teilnahme an den Juniorenweltmeisterschaften gewannen sie Bronze. In der Saison 2018/19 gewann das Paar die Goldmedaille im Grand-Prix-Finale der Junioren. In Zagreb wurden sie 2019 Juniorenweltmeister im Paarlauf.
In der Saison 2019/20 qualifizierten sich Galljamow und Mischina durch einen Sieg beim Internationaux de France für das Grand-Prix-Finale in Turin. Dort gewannen sie die Bronzemedaille hinter den chinesischen Paaren Sui Wenjing / Han Cong und Peng Cheng / Jin Yang. Bei den Bavarian Open 2020 gewann das Paar Gold vor Annika Hocke und Robert Kunkel aus Deutschland.

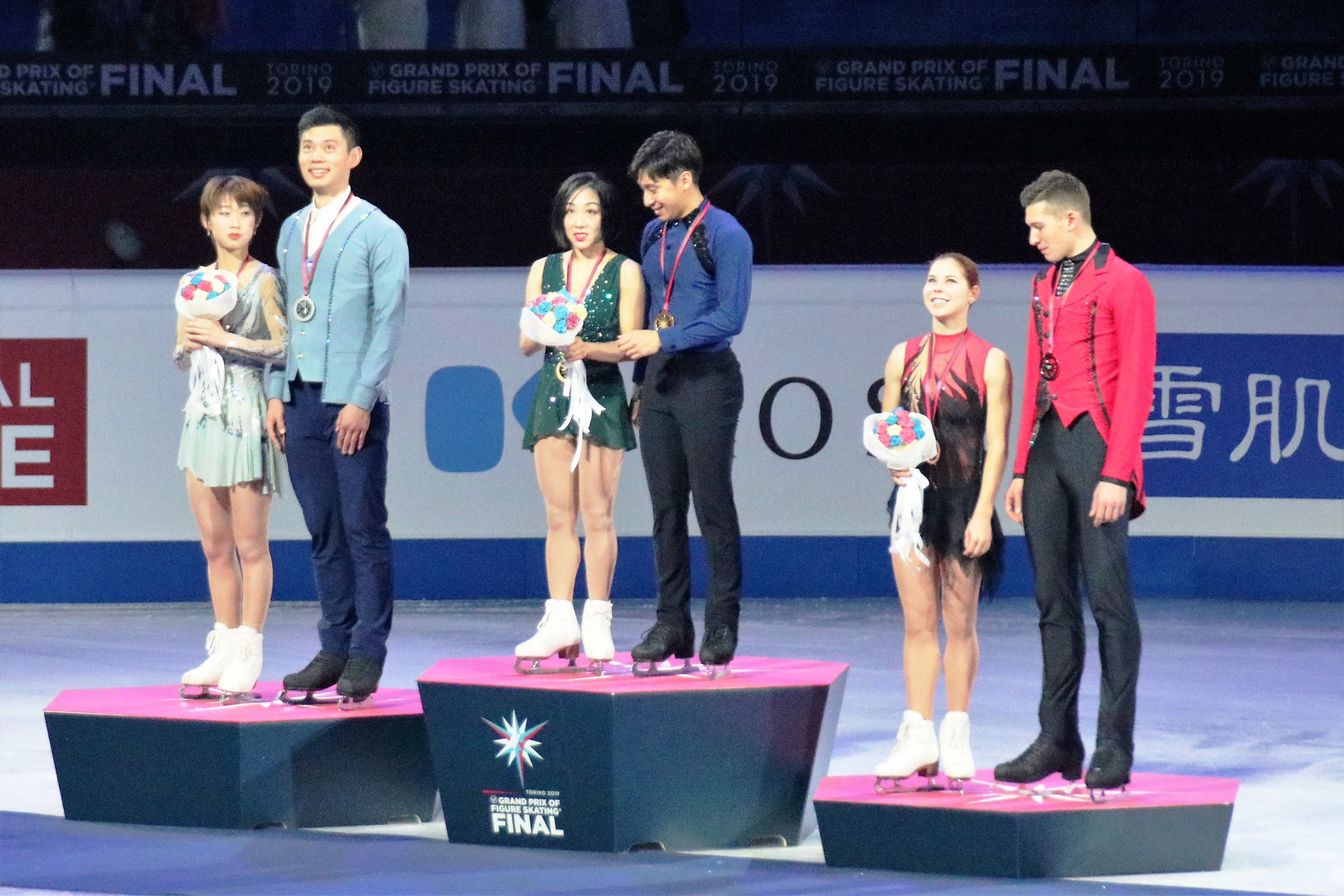
Galljamow (ganz rechts) bei der Siegerehrung des Grand-Prix-Finales 2019

Bei den Weltmeisterschaften 2021 stellten Galljamow und Mischina in Kurzprogramm und Kür persönliche Bestleistungen auf. Im Gesamtergebnis wurden sie mit knappem Vorsprung vor Sui Wenjing und Han Cong Weltmeister.

## Ergebnisse
Zusammen mit Anastassija Mischina:
| Meisterschaft / Jahr                    | 2018    | 2019    | 2020    | 2021    | 2022    |
| --------------------------------------- | ------- | ------- | ------- | ------- | ------- |
| Olympische Winterspiele                 |         |         |         |         | 3.      |
| Weltmeisterschaften                     |         |         |         | 1.      |         |
| Europameisterschaften                   |         |         |         |         | 1.      |
| Russische Meisterschaften               | 7.      | 5.      | 4.      | 4.      | 1.      |
| Wettbewerb / Saison                     | 2017/18 | 2018/19 | 2019/20 | 2020/21 | 2021/22 |
| GP Finale                               |         |         | 3.      |         |         |
| GP NHK Trophy                           |         |         | 3.      |         | 1.      |
| GP Internationaux de France             |         |         | 1.      |         |         |
| GP Cup of Russia                        |         |         |         | 2.      | 1.      |
| CS Alpen Trophy                         |         | 1.      |         |         |         |
| CS Finlandia Trophy                     |         |         | 1.      |         | 1.      |
| Bavarian Open                           |         |         | 1.      |         |         |
| Teamwettbewerb / Saison                 | 2017/18 | 2018/19 | 2019/20 | 2020/21 | 2021/22 |
| Olympische Winterspiele                 |         |         |         |         | 3.      |
| World Team Trophy                       |         |         |         | 1.      |         |
| GP = Grand Prix; CS = Challenger Series |         |         |         |         |         |

Zusammen mit Anastassija Mischina bei den Junioren:
| Juniorenweltmeisterschaften | 3.      | 1.      |
| Russische Meisterschaften   | 2.      | 1.      |
| Wettbewerb / Saison         | 2017/18 | 2018/19 |
| JGP Finale                  |         | 1.      |
| JGP Canada                  |         | 1.      |
| JGP Bratislava              |         | 1.      |
| Golden Spin of Zagreb       | 1.      |         |
| JGP = Junior Grand Prix     |         |         |